# Winthrop (Minnesota)
Winthrop is een plaats (city) in de Amerikaanse staat Minnesota, en valt bestuurlijk gezien onder Sibley County.

## Demografie
Bij de volkstelling in 2000 werd het aantal inwoners vastgesteld op 1367.
In 2006 is het aantal inwoners door het United States Census Bureau geschat op 1280, een daling van 87 (-6,4%).

## Geografie
Volgens het United States Census Bureau beslaat de plaats een oppervlakte van
2,7 km², geheel bestaande uit land. Winthrop ligt op ongeveer 316 m boven zeeniveau.

## Plaatsen in de nabije omgeving
De onderstaande figuur toont nabijgelegen plaatsen in een straal van 24 km rond Winthrop.